# Wanna Be Startin' Somethin'
„Wanna Be Startin' Somethin'“ je pesma američkog tekstopisca i izvođača Majkla Džeksona. Objavljena je 8. maja 1983. godine od strane Epik rekordsa kao četvrti singl sa Džeksonovog sedmog studijskog album „Thriller“ (izdatog 1982. godine). Pesmu je napisao Džekson dok ju je producirao zajedno sa Kvinsijem Džonsom. 
Tekst pesme se bavi ljudima koji šire glasine da bi doveli do svađa i sukoba bez ikakvog razloga. Muzički, „Wanna Be Startin' Somethin'“ je pesma sličnog zvuka koji imaju pesme sa albuma „Off the Wall“. Prerađivana je od strane mnogih izvođača. Osim na pomenutom studijskom albumu, „Wanna Be Startin' Somethin'“ se može naći i na nekoliko pevačevih kompilacija.
„Wanna Be Startin' Somethin'“ je generalno pozitivno ocenjena od strane savremenih muzičkih kritičara. Pesma je bila i komercijalno uspešna nalazeći se pritom među dvadeset najprodavanijih singlova širom sveta. Bila je Džeksonov peti uzastopni singl koji se našao među deset najboljih u Sjedinjenim Američkim Državama na top-listi „Bilbord hot 100“ pozicionirajući se na petom mestu. Pesma se ponovo našla na listama 2008. godine po izlasku albuma „Thriller 25“. Nakon Džeksonove smrti u junu 2009, pesma se još jednom našla na muzičkim top-listama širom sveta, većinom zahvaljujući digitalnim preuzimanjima. Za razliku od prethodnih izdanja sa albuma „Thriller“, „Wanna Be Startin' Somethin'“ nije imao spot kojim bi se promovisao ali je izvođen na svim pevačevim turnejama uključujući i na onim koji je održavao sa braćom.
Kao deo promocije izdanja albuma „Thriller 25“, remiks pesme nazvan „Wanna Be Startin' Somethin 2008“ je snimljen od strane Ejkona i objavljen kao albumov drugi singl. Remiks je bio komercijalno uspešan, nalazio se među deset najboljih u šest zemalja i među dvadeset u ostalim. Pesma je bila uspešnija međunarodno nego u Americi gde je zauzimala 81. poziciju „Bilborda hot 100“.

## Pozadina
"Wanna Be Startin 'Somethin'" je napisao Majkl Džekson koji ju je i producirao zajedno s Kvinsijem Džonsom. Pesma je izvorno napisana za njegovu sestru Latoju Džekson i ticala se njenog problematičnog odnosa s njenim zetom ali je na kraju pripala Majklu. Kako god, Latoja je ponekad izvodila pesmu na svojim koncertima. Originalno snimljena 1978. za Džeksonov album "Off the Wall", dorađena je 1982. u Los Anđelesu. "Wanna Be Startin 'Somethin'" je jedna od četiri pjesme koje je Jackson napisao za svoj šesti studijski album "Thriller". Izdata je od strane Epik rekordsa kao četvrti singl s albuma. Za razliku od prethodnih singlova, nije imala film ili muzički spot kojim bi se promovisala.
Osim na ovom, "Wanna Be Startin 'Somethin'" se nalazi na mnogim kasnijim pevačevim kompilacijama najvećih hitova: "HIStory: Past, Present and Future, Book I" (1995), "Thriller 25" i "King of Pop" (2008), "The Ultimate Collection" (2004), "The Essential Michael Jackson" (2005), "This Is It" i "The Collection "(2009). Na nekim Džeksonovim singlovima, među kojim i "Earth Song", nalazi se njen remiks na B-strani. Još jedan remiks se može čuti na "Immortal" albumu. Demo verzija je objavljena u sklopu "- {This Is It} -" albuma iz 2009.
| Мајкл Џексон | Википројекат Мајкл ЏексонДео искључиво посвећен чланцима о Мајклу Џексону. |